# Острувек (Любартівський повіт)
Острувек (пол. Ostrówek) — село в Польщі, у гміні Острувек Любартівського повіту Люблінського воєводства.
Населення — 218 осіб (2011).
У 1975-1998 роках село належало до Люблінського воєводства.

## Демографія
Демографічна структура станом на 31 березня 2011 року:
|          | Загалом | Допрацездатний вік | Працездатний вік | Постпрацездатний вік |
| -------- | ------- | ------------------ | ---------------- | -------------------- |
| Чоловіки | 100     | 23                 | 65               | 12                   |
| Жінки    | 118     | 18                 | 66               | 34                   |
| Разом    | 218     | 41                 | 131              | 46                   |